# Piscinas (Italia)
Piscinas  es un municipio de Italia de 886 habitantes en la provincia de Cerdeña del Sur, región de Cerdeña.

## Evolución demográfica
| Gráfica de evolución demográfica de Piscinas entre 1861 y 2001 |
|                                                                |
| Fuente ISTAT - Elaboración gráfica de Wikipedia                |